# روبرت لاثام أوين
روبرت لاثام أوين (بالإنجليزية: Robert Latham Owen) (و. 1856 – 1947 م) هو سياسي، ومحام من الولايات المتحدة الأمريكية ولد في لينشبرغ.
تولى منصب عضو مجلس الشيوخ الأمريكي .وهو عضو في الحزب الديمقراطي الأمريكي .

## روابط خارجية
- روبرت لاثام أوين على موقع إن إن دي بي (الإنجليزية)